# شیب تیغه

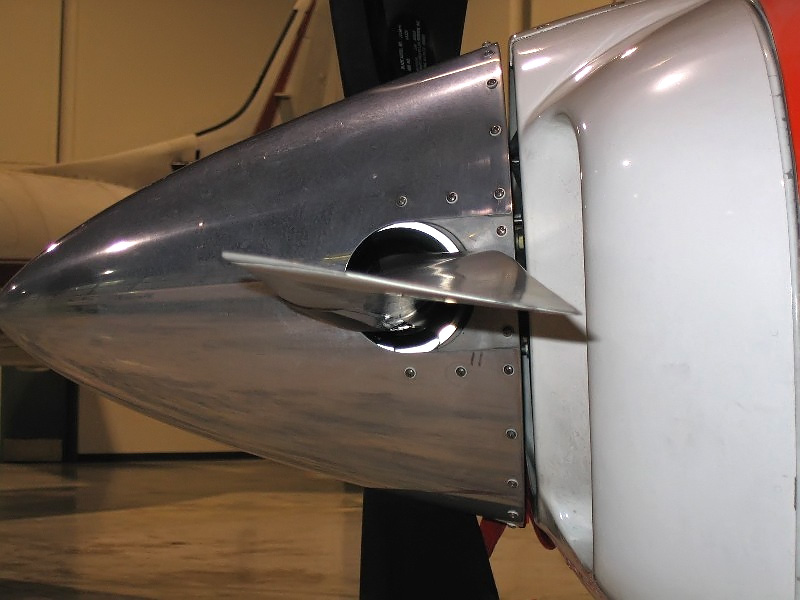
شیب تیغه پروانه هواپیما با کمی گرایش به بالا

شیب تیغه (به انگلیسی: Blade pitch) به شکل کوتاه‌شده شیب به زاویهٔ حرکت یک تیغه در سیال گفته می‌شود. این واژه در صنایع هوانوردی، کشتی‌رانی، توربین بادی و رباتیک کاربرد دارد.

## هوانوردی
در هوانوردی، شیب تیغه به زاویهٔ تیغه‌های یک پروانه در هواپیما یا بالگرد باشد. وضعیت جایگیری تیغه با سه واژهٔ «پایین- خوب- بالا» تعریف می‌شود. هرچقدر وضعیت قرارگیری تیغه نسبت به زمین موازی‌تر باشد، نیروی برآر کمتری تولید خواهد شد. میزان نیروی برآر به سرعت تیغه‌ها و زاویهٔ آنها بستگی دارد.